# Майрано
Майра̀но (на италиански: Mairano, на източноломбардски: Mairà, Майра) е малко градче и община в Северна Италия, провинция Бреша, регион Ломбардия. Разположено е на 96 m надморска височина. Населението на общината е 3413 души (към 2013 г.).